# Symfonie nr. 22 (Haydn)
De Symfonie nr. 22 is een symfonie van Joseph Haydn, geschreven in 1764. De symfonie draagt als bijnaam Der Philosoph (De Filosoof), afgeleid van de melodie in de eerste beweging waarbij vraag en antwoord elkaar afwisselen als een soort geleerd debat.

## Bezetting
- 2 althobo's (vrij ongewoon voor die tijd)
- 2 fagotten
- 2 hoorns
- pauken
- strijkers
- klavecimbel

## Delen
Het werk bestaat uit vier delen:
1. Adagio
2. Presto
3. Menuetto en trio
4. Presto

1 · 2 · 3 · 4 · 5 · 6 (Le Matin) · 7 (Le Midi) · 8 (Le Soir) · 9 · 10 · 11 · 12 · 13 · 14 · 15 · 16 · 17 · 18 · 19 · 20 · 21 · 22 (De Filosoof) · 23 · 24 · 25 · 26 (Lamentatione) · 27 · 28 · 29 · 30 (Halleluja) · 31 (Hoornsignaal) · 32 · 33 · 34 · 35 · 36 · 37 · 38 (Echo) · 39 · 40 · 41 · 42 · 43 (Mercurius) · 44 (Treursymfonie) · 45 (Afscheidssymfonie) · 46 · 47 (Palindroom) · 48 (Maria Theresia) · 49 (La Passione) · 50 · 51 · 52 · 53 (L'Impériale) · 54 · 55 (De schoolmeester) · 56 · 57 · 58 · 59 (Vuursymfonie) · 60 (Il distratto) · 61 · 62 · 63 (La Roxelane) · 64 (Tempora mutantur) · 65 · 66 · 67 · 68 · 69 (Laudon) · 70 · 71 · 72 · 73 (La chasse) · 74 · 75 · 76 · 77 · 78 · 79 · 80 · 81

88 · 89 · 90 · 91 · 92 (Oxford)

- Bibliothèque nationale de France: cb13913288v (data)
- Gemeinsame Normdatei: 300070160
- Library of Congress Control Number: n83188389
- MusicBrainz work: b52c59fc-4132-4fbf-96cd-034d7fc7d876
- Virtual International Authority File: 185096044